# 冯敬
冯敬（1985年1月15日—），陕西西安人，中国国家体操队运动员，他的各个项目实力比较平均，是全能型运动员。他和梁富亮、滕海滨並稱為「中国男子体操的三大超新星」。
冯敬6岁开始练习体操，1999年入选国家队。
2000年 15岁的冯敬初出茅庐，参加了世界青年体操锦标赛，获得男子个人全能、吊环、单杠冠军，体操界预计一颗新星即将诞生。
2001年在比利时根特举行的第35届世界体操锦标赛上，冯敬战胜了伊万科夫等世界名将，摘取了男子全能比赛的桂冠，当时年仅16岁，创下了世锦赛最年轻的世界冠军的记录。同时，他还是自李小双之后中国体操史上第二位获得世界全能冠军的选手。
然后，之后冯敬就进入了长时间的低迷期。直到2006年在丹麦奥胡斯举行的第39届世界体操锦标赛赛场上，他才又一次出现在观众的视线中。和队友一起为中国队夺得了男子团体这一块分量最重的金牌。
然而，兩年後，冯敬、梁富亮、滕海滨無緣參加2008年夏季奥林匹克运动会的男子体操比赛。
2009年，在第十一屆全運會協助廣東隊奪得男子團體金牌。